# Паочичи
Паочичи (серб. Паочићи / Paočići) — село в общине Вишеград Республики Сербской Боснии и Герцеговины. Население составляет 19 человек по переписи 2013 года.